# Ludmila Urbanová
Ludmila Urbanová v matrice Ludmila Marie (14. dubna 1869 Vamberk – 3. února 1958 Praha) byla česká hudební pedagožka a klavíristka.

## Životopis
Ludmila se narodila v rodině Jana Urbana obchodníka a měšťana z Vamberka a Marie roz. Suchánkové. V některých zdrojích je chybně uváděn rok narození 1867.
V letech 1888–1892 studovala na pražské konzervatoři u H. Trnečka. U něj studovala i po absolutoriu, aby si osvojila nové a moderní směry klavírní metodiky. Vystupovala jako klavírní sólistka a také s českým kvartetem.
Věnovala se ale především pedagogické činnosti, vyučovala klavír a zpěv. Působila na pražské konzervatoři, kde vedla od roku 1913 přípravky a kde byla v letech 1919–1939 profesorkou. Z jejích žáků vynikli mj. Alfréd Holeček, J. Bureš, Marie Knotková, J. Urbanová-Řídká a Jaroslav Posádovský.
10. 2. 1925 vystoupila z církve římskokatolické. V Praze II bydlela v Emauzském klášteře.

## Dílo

### Hudebniny
- Gavotta pro klavír, op. 6 č. 2 – Vojtěch Říhovský; opatřila prstoklad. Praha: M. Urbánek, 1915
- Chvíle upomínek, op. 6 č. 4: salonní skladba pro klavír – Vojtěch Říhovský; opatřila prstoklad. Praha: M. Urbánek, 1915
- Notturno pro klavír, op. 6 č. 6 – Vojtěch Říhovský; opatřila prstoklad. Praha: M. Urbánek, 1915
- V loďce, op. 6 č. 1 – salonní skladba pro klavír – Vojtěch Říhovský; opatřila prstoklad. Praha: M. Urbánek, 1915
- Valčík pro klavír, op. 6 č. 11 – Vojtěch Říhovský; opatřila prstoklad. Praha: M. Urbánek, 1915